# Рачинський Андрій Андрійович
Андрі́й Андрі́йович Рачи́нський гербу Яструбець (24 листопада 1724, Великі Мости — 1794, Новгород-Сіверський) — український державний діяч епохи Гетьманщини. Професійний композитор, диригент.

## Біографічні дані
Походив зі шляхетського роду Рачинських гербу Яструбець з Підляшшя.

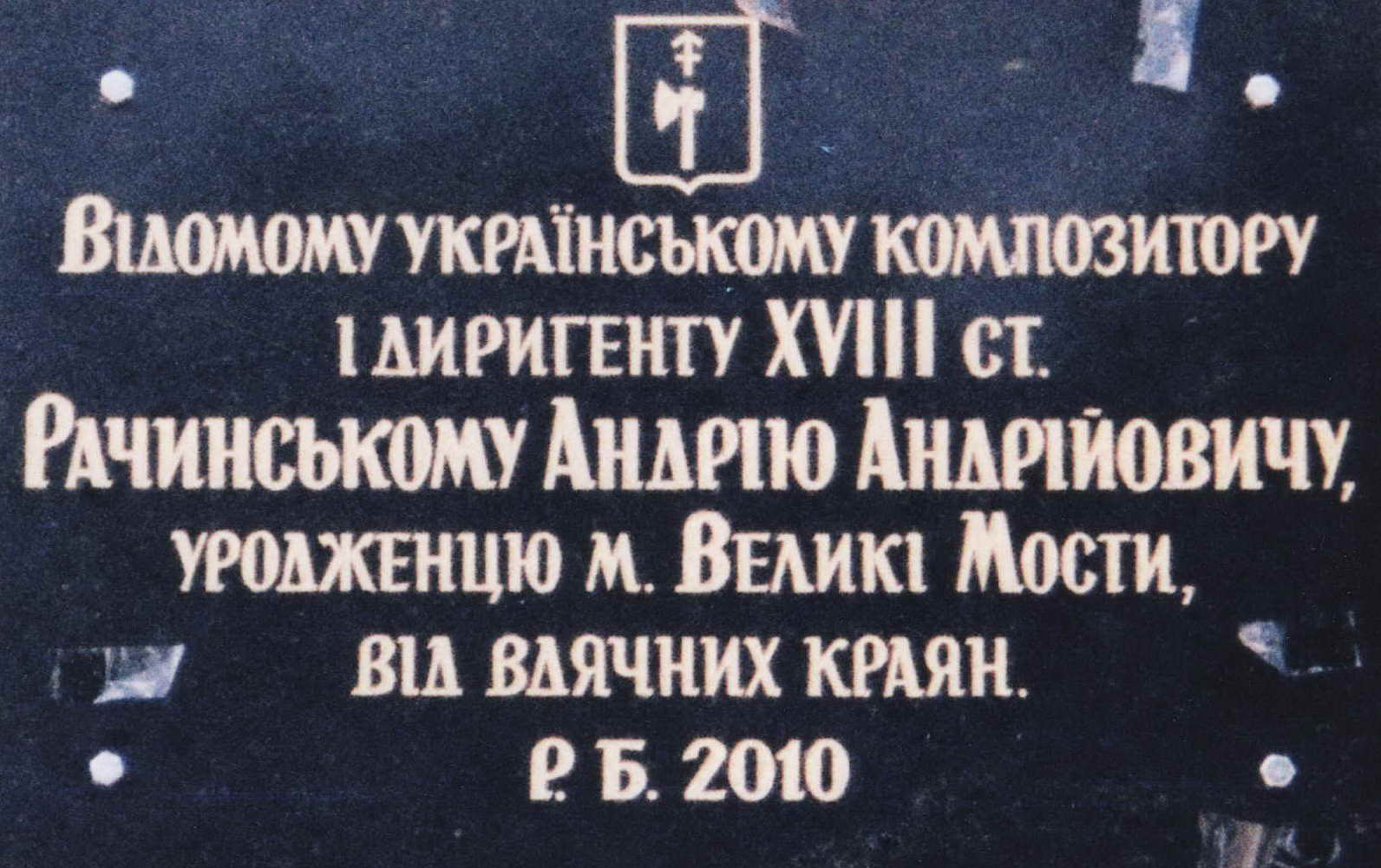

Освіту здобув у Львові, де протягом трьох років, 1749—1752, був реґентом єпископської капели собору святого Юра. З 1753 — придворний капельмайстер гетьмана Кирила Розумовського. 
У 1763 році переїхав до міста Новгород-Сіверський на Чернігівщині. Сотник Новгородської сотні Стародубського полку (1763—1782), бунчуковий товариш (1780), голова другого департаменту верхньої розправи Новгород-Сіверського намісництва  (1782—1796).
Дружина — Марина, дочка бунчукового товариша Івана Яворського, рідна небога митрополита С. Яворського та родичка Генерального Підскарбія Якова Марковича; син Гаврило — відомий скрипаль, гітарист і композитор. Правнук Олександр Рачинський — земський діяч, заступник Міністерства освіти УНР, близький приятель московського письменника Олексія Толстого.
Андрій Рачинський був також камер-музикантом при дворі Петра III. З 1760-х років з успіхом відбирав в Україні співаків для Придворної співацької капели.
Входив до складу патріотичного Новгород-Сіверського гуртка, членами якого також були славетні особистості того часу (Михайло Миклашевський, Федір Туманський, Василь Капніст) — виступав за відновлення Гетьманату, політичного суверенітету України.

## Творчість
Автор церковних творів (концертів). Юний Максим Березовський у складі глухівської капели брав участь у виконанні духовних концертів Андрія Рачинського. Композитор запровадив італійський стиль співу в капелі Розумовського. Рачинському завдячує початком славнозвісна нотна бібліотека Розумовських (згодом у Державній публічній бібліотеці УРСР у Києві).

## Вшанування
13 червня 2011 року в місті Великі Мости Сокальського району Львівської області на фасаді Великомостівської дитячої школи мистецтв відкрито пам'ятну меморіальну дошку композитору і диригенту Рачинському Андрію Андрійовичу.